# Eulaema bennetti
Eulaema bennetti là một loài Hymenoptera trong họ Apidae. Loài này được Moure mô tả khoa học năm 1967.